# Театр Торікос
Театр Торікос (грец. Αρχαίο Θέατρο Θορικού), що знаходиться на півночі Лавріо, був стародавнім грецьким театром демосу Торікс Атиці,[що?] Греція. Це один із найстаріших відомих грецьких театрів який був збудований приблизно у 525—480 роках до нашої ери. Театр має незвичайний дизайн, він подовжений замість типового напівкола.